# Ciccio & Franco
Ciccio & Franco è stata una pubblicazione periodica a fumetti italiana edita dalla Gallo Rosso Editrice dal 1967 al 1968, realizzata da Luciano Bernasconi e incentrata sulla coppia di attori Franco e Ciccio.

## Storia editoriale
Dal 4 novembre 1967 al 10 febbraio 1968 Franco e Ciccio furono protagonisti anche di una serie di 16 albi a fumetti, editi dalla Gallo Rosso Editrice e disegnati da Luciano Bernasconi. I fumetti avevano cadenza settimanale e costavano 100 lire l'uno. Le storie erano originali, ma ovviamente riprendevano le gag già proposte al cinema.

### Elenco episodi
1. Agente 008 si vive solo tre volte (4 novembre 1967)
2. Due Italiani in America (11 novembre 1967)
3. Cose dell'altro mondo (18 novembre 1967)
4. I pirati siamo noi (25 novembre 1967)
5. I due paladini (2 dicembre 1967)
6. Due uomini in fuga (9 dicembre 1967)
7. Vado le busco e torno (16 dicembre 1967)
8. Operazione Natale (23 dicembre 1967)
9. Anno nuovo vita nuova (30 dicembre 1967)
10. Due Pazzi e un Pappagallo (7 gennaio 1968)
11. I due Gladiatori (13 gennaio 1968)
12. I due Briganti (20 gennaio 1968)
13. Due siciliani alla corte del Gran Kan (27 gennaio 1968)
14. I due Marines (27 gennaio 1968)
15. I due detectives (3 febbraio 1968)
16. Caccia all'assassino (10 febbraio 1968)